# Guatteria berteriana
Guatteria berteriana este o specie de plante angiosperme din genul Guatteria, familia Annonaceae, descrisă de Spreng.. Conform Catalogue of Life specia Guatteria berteriana nu are subspecii cunoscute.